# Catharus
Genre
Le genre Catharus forme avec la Grive des bois (Hylocichla mustelina), seule espèce du genre Hylocichla (parfois appelée Catharus mustelinus), le groupe des grives américaines.
Les 12 espèces de ce genre sont réparties du nord-est de l'Asie et du nord de l'Amérique du nord jusqu'en Amérique du sud. La grive à joues grises (Catharus minimus) est parfois observée en Europe occidentale (France comprise).

## Liste des espèces
D'après la classification de référence (version 2.2, 2009) du Congrès ornithologique international (ordre phylogénique) :
- Catharus gracilirostris – Grive à bec noir
- Catharus aurantiirostris – Grive à bec orange
- Catharus fuscater – Grive ardoisée
- Catharus occidentalis – Grive roussâtre
- Catharus frantzii – Grive à calotte rousse
- Catharus mexicanus – Grive à tête noire
- Catharus dryas – Grive tavelée
- Catharus fuscescens – Grive fauve
- Catharus minimus – Grive à joues grises
- Catharus bicknelli – Grive de Bicknell
- Catharus ustulatus – Grive à dos olive
- Catharus guttatus – Grive solitaire

D'après la classification de référence du Congrès ornithologique international (ordre phylogénique) :
- Grive à bec noir — Catharus gracilirostris Salvin, 1865
- Grive à bec orange — Catharus aurantiirostris (Hartlaub, 1850)
- Grive ardoisée — Catharus fuscater (Lafresnaye, 1845)
- Grive roussâtre — Catharus occidentalis P.L. Sclater, 1859
- Grive à calotte rousse — Catharus frantzii Cabanis, 1861
- Grive à tête noire — Catharus mexicanus (Bonaparte, 1856)
- Grive tavelée — Catharus dryas (Gould, 1855)
- Grive fauve - Catharus fuscescens (Stephens, 1817)
- Grive à joues grises - Catharus minimus (Lafresnaye, 1848)
- Grive de Bicknell - Catharus bicknelli (Ridgway, 1882)
- Grive à dos olive - Catharus ustulatus (Nuttall, 1840)
- Grive solitaire - Catharus guttatus (Pallas, 1811)